# Tapijttegel
Een tapijttegel is een vervangbaar, vierkant stuk tapijt, dat gemakkelijk gelegd kan worden en bij beschadiging kan worden vervangen. Zijn er twee soorten tapijttegels: de zeer populaire vierkante tapijttegels en de langwerpige tapijtplanken, die relatief nieuw zijn in Nederland. Deze typen/soorten kunnen afzonderlijk of gecombineerd worden toegepast om abstracte patronen te vormen.
Doorgaans worden tapijttegels met lijm op hun plaats gefixeerd, zodat de tegels bij het stofzuigen op hun plaats blijven liggen. Bij het leggen van tapijttegels voor een tijdelijke toepassing is dit niet het geval. Vloerbedekking voor projecten bestaat anno 2020 voor meer dan 80 procent uit tapijttegels. Ze zijn er in allerlei kleur en textuur.

## Nederlandse vinding
De tapijttegel is een Nederlandse vinding. Vanaf 1924 begon P.J. van Heugten samen met zijn vrouw met de fabricage van zadeldekjes en ondertapijten voor de tapijtindustrie in Amersfoort.  Op rollen vilt tapijt van 150 cm gaf de fabriek van P. J. van Heugten uit Amersfoort in de jaren 1950 vijf jaar garantie. Bij slijtage voordien werd het vervangen. Nog goede stukken werden versneden in stukken van 50x50 cm en hergebruikt. Vanaf 1956 werd zo de vilt tapijttegel op de markt gebracht. De tapijttegels worden nog steeds met garens en bitumen rug in de Van Heugten fabriek (in Nijkerk) geproduceerd.

## Gebruik
Tapijttegels worden gebruikt in residentiële en commerciële toepassingen (kantoren, luchthavens, hotels, showrooms, restaurants, beursvloeren enz.).
Ook worden de tapijttegels als veelzijdig materiaal gebruikt in de speeltuin van scholen en binnen de kinderopvang. Ze worden als aantrekkelijk speelmateriaal gewaardeerd dat niet alleen didactische en methodologische mogelijkheden voor lessen lichamelijke opvoeding biedt, maar ook extra voordelen heeft. De tapijttegels zijn namelijk gemakkelijk en snel te leggen en relatief goedkoop aan te kopen. Dankzij de gladheid aan de onderkant en de donzigheid aan de bovenkant, zijn de tapijttegels bijzonder geschikt voor een verscheidenheid aan bewegingsspellen, zoals glijden, springen of gooispellen. Ze worden bijvoorbeeld gebruikt voor partner- en groepsspellen met communicatie- en samenwerkingstaken.

## Typen/Soorten
De structuur van tapijttegels hangt niet alleen af van de productiemethode, maar ook van de vorm, dichtheid, dikte en het materiaal van de polen. Typen/soorten vloerbedekking:
- Bouclé. Bouclé wordt ook lussenpool of loop-pile genoemd. Dit is een tapijtsoort waarbij de poollussen van gelijke of ongelijke hoogte in elkaar gedraaid zijn en zo het poolmateriaal vormen. Bouclé is een laagpolig tapijt.  Hierdoor is Bouclé makkelijk te onderhouden/stofzuigen en als het tapijt van polyamidegaren wordt gemaakt, is het ook voor bureaustoel geschikt. Bouclé is het meest populaire type tapijttegel.
- Frisé. Frisé vloerbedekking is een hoogpolig tapijt, waarbij de polen in plaats van de lussen zijn doorgesneden en “getwijnd”. Getwijnd garen bestaat uit een aantal in elkaar gedraaide garens en heeft daardoor een zeer levendige en zachte structuur. De polen staan niet stijf rechtop, maar krullen lichtjes.
- Saxony. Saxony vloerbedekking is een tapijt gemaakt van meerdere garens die in elkaar zijn gedraaid. Dit geeft het tapijt een vol, weelderig, luxe en elegant karakter met een zachte structuur. Het is zelfs levendiger dan frisé. Saxony tapijt kan lage en hoge garens hebben, en het heeft meer onderhoud nodig.
- Moquette. Een tapijt moquette of een cut-pile tapijt is een hogere velours, waarbij alle lussen van de polen tijdens het productieproces van weven of tuften zijn doorgesneden. De op hun toppen afgesneden lussen van dit gesneden lussenpooltapijt, geven deze vloerbedekking een gladde en egale uitstraling. De garens lijken daardoor net lange haren die rechtop staan. Wel vraagt het goed onderhoud door te stofzuigen.
- Velours. Een velours tapijt is eigenlijk een soort moquette tapijt. Het verschil is de hoogte waarin de lussen zijn doorgesneden, die bij velours lager is. Bovendien is de dichtheid van de polen hoger waardoor deze structuur compacter lijkt en sterker is. Omdat het garen is gemaakt van fijn vezelmateriaal, krijgt het tapijtoppervlak een fluwelige uitstraling.

## Voordelen en nadelen van tapijttegel
Tapijttegels hebben in vergelijking met kamerbreed tapijt voordelen:
- Ze zijn eenvoudig vervangbaar.
- Vervanging van alleen beschadigde tegels levert beperkt afval op.
- Er kunnen patronen en clusters mee gemaakt worden.
- Gebruik in combinatie met vloerverwarming.
- Goede isolatie van warmte.
- Geluidsdemping (akoestiek en impactgeluiden).
- Geschikt voor gebruik in combinatie met zwenkwielen (bureaustoelen).

Nadelen zijn:
- Snel vuil worden, stofzuigen is soms niet afdoende om zand te verwijderen.
- Het plaatsen van tapijttegels is arbeidsintensief, vooral omdat de tegels goed op elkaar moeten aansluiten.
- Dagelijks stofzuigen.